# Dialytheca
Dialytheca é um género botânico pertencente à família Menispermaceae.

## Espécies
- Dialytheca gossweileri Exell & Mendonça